# Spirembolus prominens
Spirembolus prominens là một loài nhện trong họ Linyphiidae. Loài này được phát hiện ở Hoa Kỳ.